# Alis Rowe
Pour les articles homonymes, voir Rowe.
 (novembre 2016).
Alis Rowe est une auteure et entrepreneuse britannique, qui écrit à propos des troubles du spectre autistique (TSA). En 2013, elle a fondé The Curly Hair Project, une entreprise sociale qui vise à soutenir les femmes et les filles ayant un TSA. Alis a le syndrome d'Asperger et elle évoque sa vie dans le but d'aider les personnes qui sont autistes, mais aussi leurs proches qui ne sont pas autistes (neurotypiques),.
Alis a reçu un certain nombre de récompenses célébrant ses réalisations entrepreneuriales et ses contributions à la société.
Elle vit actuellement à Londres.

## Vie personnelle
Alis Rowe est née, et a grandi à Londres, et elle a obtenu une licence et une maîtrise de chimie. En 2010, elle a commencé l'haltérophilie de niveau olympique.
Après avoir été diagnostiquée Asperger, elle a lancé le Curly Hair Project en 2013, pour éduquer et soutenir les personnes autistes et celles qui ne le sont pas, par le biais d'articles de blog, d'affiches, de médias sociaux, de livres, de vidéos, d'applications, de podcasts, de séminaires et d'ateliers.

## Curly Hair Project

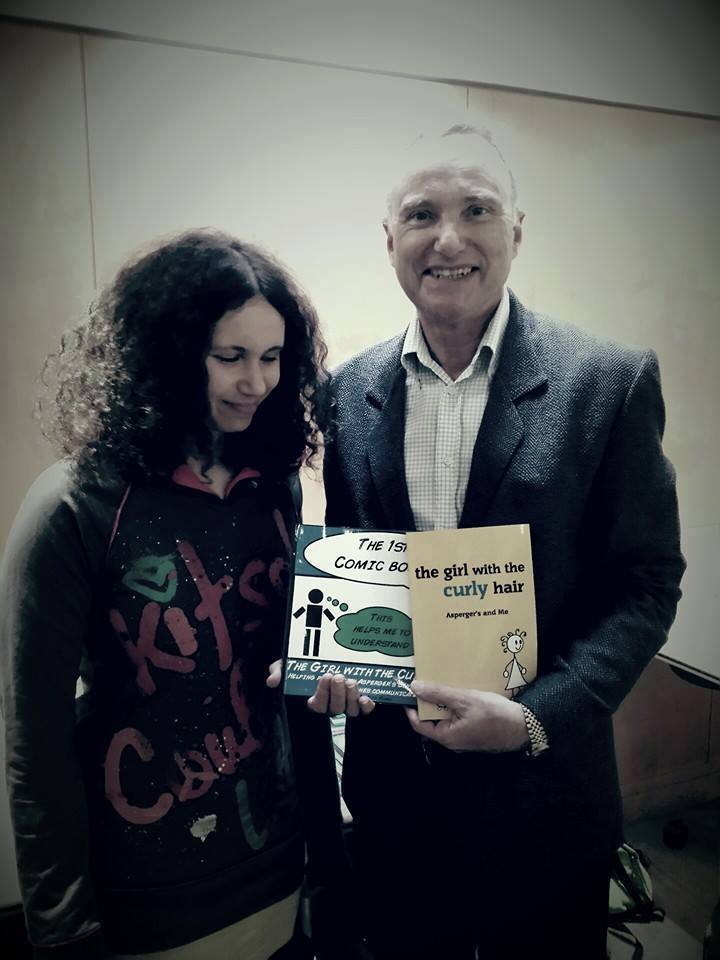
Alis Rowe et Tony Attwood.

Alis Rowe a fondé The Curly Hair Project en 2013, avec pour objectif de sensibiliser la population sur le syndrome d'Asperger. Son autobiographie, Asperger's ans Me, a été publié en novembre 2013. Depuis, elle a écrit plus d'une douzaine de livres.
Alis organise régulièrement des ateliers et des conférences au Royaume-Uni. Elle a également gagné des prix pour son travail, notamment le Temple Grandin Award, en 2014.

## Travaux publiés
Alis Rowe a écrit de nombreux livres sur le Syndrome d'Asperger, parmi lesquels : « Asperger's and Me », « Asperger's Syndrome », de « Asperger's Syndrom for Friends », « Asperger's Syndrome in 13-16 Year Olds », « Asperger's Syndrome Meltdowns and Shutdowns », « Asperger's Syndrome Social Energy », « Asperger's Syndrome for the Neurotypical Partner », « Asperger's Syndrome and Anxiety », « Asperger's Syndrome in 8-11 Year Olds », « The 3rd Comic Book: For Teenagers with Asperger's Syndrome » et « The 4th Comic Book: For AS/NT Couples ».